# Alí ibn Màzyad
Sànad-ad-Dawla Abu-l-Hàssan Alí ibn Màzyad o Alí I ibn Màzyad fou el primer emir mazyàdida (segle x-1017?). Fou nomenat protector (himaya) de Sura (Babilònia) i el seu districte nomenat pel visir de l'emir buwàyhida Muizz al-Dawla, Abu-Muhàmmad al-Hàssan al-Muhal·labí (visir del 956 al 963). Devia ser jove quan fou nomenat doncs va governar bastants anys, però no se sap gaire cosa del seu govern; en algun moment va dirigir una expedició contra els Banu Khafadja, i el 1003 el seu territori (que no se sap quin era) li fou confirmat per l'amir-al-juyuix buwàyhida de l'Iraq, al-Hasan ibn Ustadh Hurmuz; el 1006/1007 va rebre del buwàyhida Jalal-ad-Dawla Abu-Tàhir ibn Bahà-ad-Dawla el territori d'al-Djamiayn a l'Eufrates que abans havia estat dels ukàylides de Mossul i que al llarg del segle va agafar el nom d'al-Hilla (El Camp); als darrers anys de la seva vida va lluitar contra una branca de la família, els Banu Dubays.
Hauria mostrat submissió o desafiament segons el poder dels seus sobirans com després van fer alguns dels seus descendents. Els mazyàdides eren xiïtes i el seu domini es va estendre per tot el que eren territoris de majoria xiïta de l'Iraq incloent Karbala i Nadjaf i amb capital a al-Hilla.
Ali hauria mort després de més de 55 anys de regnat el 1017 i el va succeir el seu fill de 14 anys Dubays (I) ibn Alí.